# Piero Maza

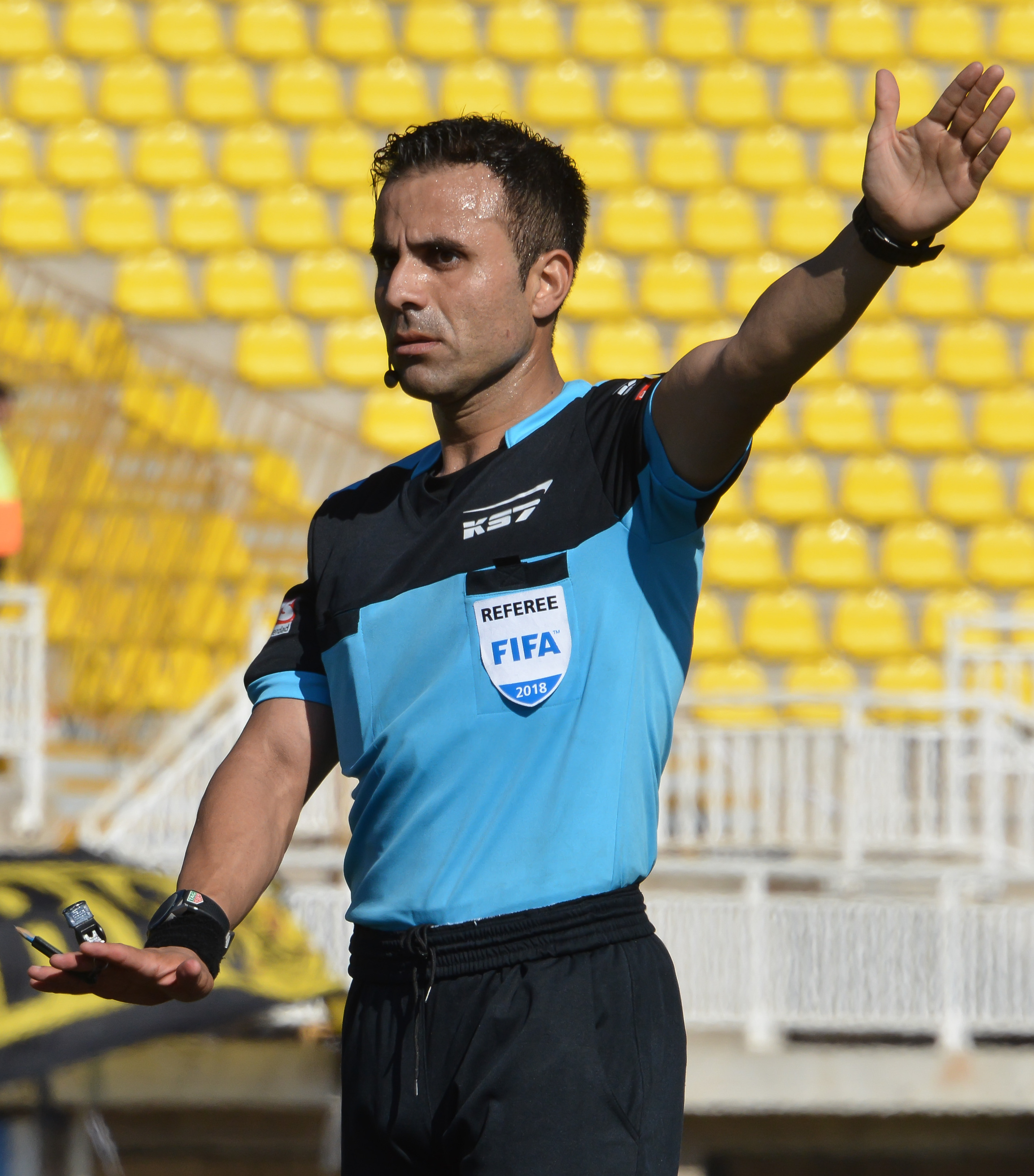
Piero Maza (2018)

Piero Maza Gómez (* 25. Oktober 1984) ist ein chilenischer Fußballschiedsrichter.

## Werdegang
Maza ist seit Juli 2014 Schiedsrichter in der chilenischen Primera División und hat in dieser bereits über 130 Partien geleitet.
Seit 2018 steht Maza auf der Liste der FIFA-Schiedsrichter (seit 2021 auch als Videoschiedsrichter) und leitet internationale Fußballpartien, unter anderem regelmäßig Spiele in der Copa Libertadores und der Copa Sudamericana. In beiden Wettbewerben hatte er bereits über 19 Einsätze.
Bei der U-15-Südamerikameisterschaft 2017 in Argentinien leitete Maza drei Gruppenspiele. Bei der U-20-Südamerikameisterschaft 2019 in Chile hatte er insgesamt fünf Spieleinsätze. Zudem wurde Maza für die Copa América 2019 in Brasilien nominiert, blieb jedoch ohne Einsatz als Hauptschiedsrichter. Bei der U-17-Weltmeisterschaft 2019 in Brasilien wurde er als Videoschiedsrichter eingesetzt. Bei der U-20-Weltmeisterschaft 2023 pfiff Maza zwei Gruppenspiele.
Am 1. Juni 2022 leitete Maza den CONMEBOL-UEFA-Pokal der Champions 2022 (das Finalissima) zwischen Italien und Argentinien im Londoner Wembley-Stadion, das der Sieger der Copa América 2021 mit 0:3 gewann.
Am 21. Februar 2023 pfiff Maza das Hinspiel der Recopa Sudamericana 2023 zwischen Independiente del Valle und Flamengo Rio de Janeiro (1:0) in Quito.
Maza wurde für die Copa América 2024 berufen.